# Edmee S.

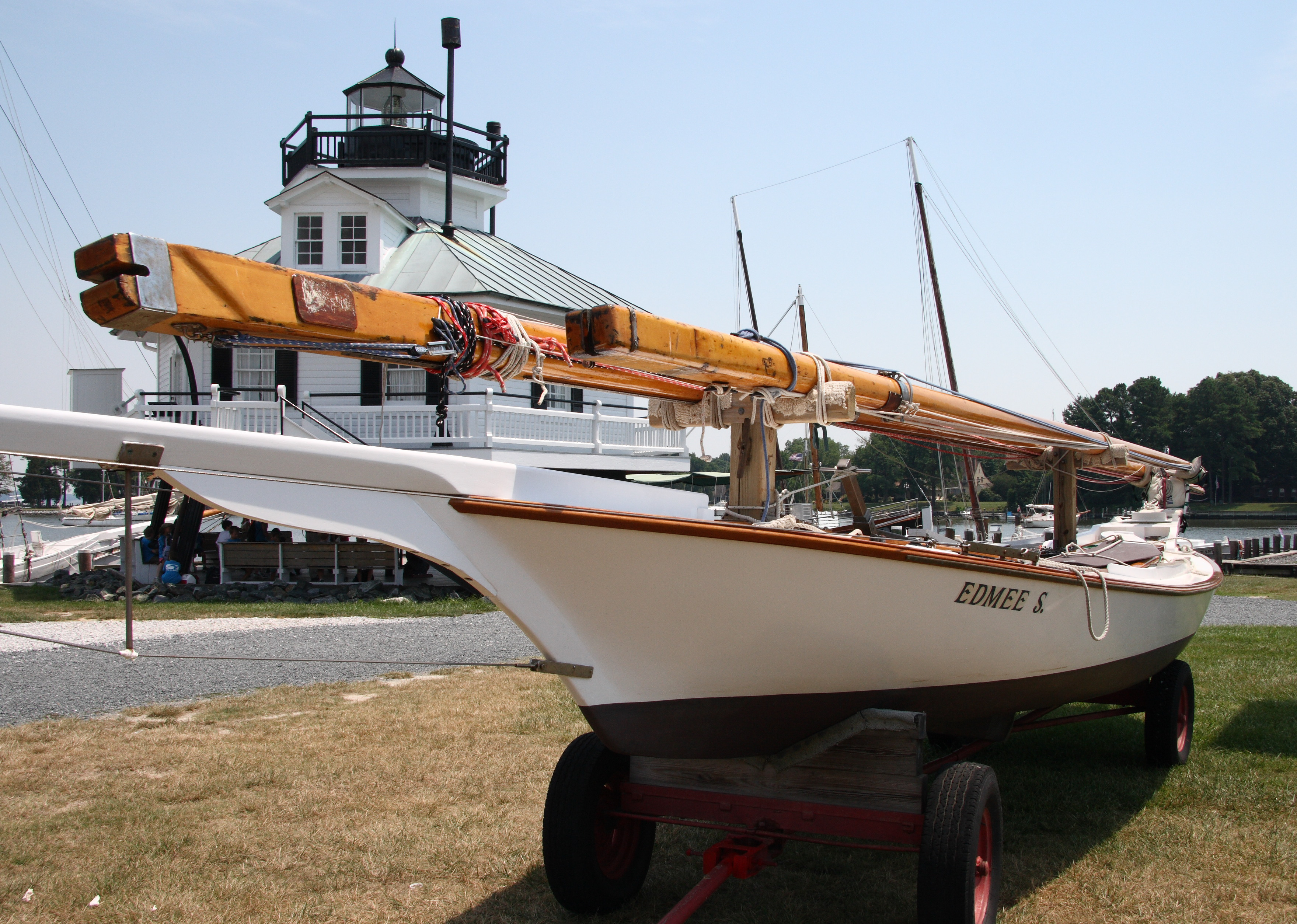
El Edmee S.

El Edmee S. es una canoa de la Bahía de Chesapeake. Fue construida en el estilo de Tilghman Island de los troncos de madera por Oliver Duke en la década de 1930. Su nombre original era Cecilia Mae, pero fue renombrada por Edmee S. Combs, cuyo esposo fundó la restauración. El casco estaba cubierto con fibra de vidrio durante la restauración. Es propiedad del Museo de la Bahía de Chesapeake en Sain Michaels, Maryland.